# Världsmästerskapet i Streethockey
Världsmästerskapet i streethockey arrangeras av ISBHF (International Street and Ball Hockey Federation). Och spelas sedan 1996.

## Herrar
| Artal | Värdnation (-er) | Värdort (-er) | Guldmedalj | Silvermedalj | Bronsmedalj |
| ----- | ---------------- | ------------- | ---------- | ------------ | ----------- |
| 1996  | Slovakien        | Bratislava    | Kanada     | Tjeckien     | Slovakien   |
| 1998  | Tjeckien         | Litoměřice    | Tjeckien   | Slovakien    | Kanada      |
| 1999  | Slovakien        | Zvolen        | Slovakien  | Kanada       | Tjeckien    |
| 2001  | Kanada           | Toronto       | Kanada     | Tjeckien     | Slovakien   |
| 2003  | Schweiz          | Sierre        | Kanada     | Tjeckien     | Slovakien   |
| 2005  | USA              | Pittsburgh    | Kanada     | Slovakien    | Italien     |
| 2007  | Tyskland         | Ratingen      | Kanada     | Tjeckien     | Slovakien   |
| 2009  | Tjeckien         | Plzeň         | Tjeckien   | Indien       | Slovakien   |
| 2011  | Slovakien        | Bratislava    | Tjeckien   | Kanada       | Slovakien   |
| 2013  | Kanada           | St. John's    | Slovakien  | Tjeckien     | Kanada      |
| 2015  | Schweiz          | Zug           | Slovakien  | USA          | Tjeckien    |
| 2017  | Tjeckien         | Pardubice     | Slovakien  | Kanada       | Tjeckien    |
| 2019  | Slovakien        | Košice        | Slovakien  | Finland      | Kanada      |

### Medaljligan
| Nr | Nation    | Guld | Silver | Brons | Totalt |
| -- | --------- | ---- | ------ | ----- | ------ |
| 1  | Kanada    | 5    | 2      | 2     | 9      |
| 2  | Tjeckien  | 3    | 5      | 1     | 9      |
| 3  | Slovakien | 2    | 2      | 6     | 10     |
| 4  | Indien    | 0    | 1      | 0     | 1      |
| 5  | USA       | 0    | 1      | 0     | 1      |
| 6  | Finland   | 0    | 1      | 0     | 1      |
| 7  | Italien   | 0    | 0      | 1     | 1      |

## Damer
| Artal | Värdnation (-er) | Värdort (-er) | Guldmedalj | Silvermedalj | Bronsmedalj |
| ----- | ---------------- | ------------- | ---------- | ------------ | ----------- |
| 2007  | Tyskland         | Ratingen      | Kanada     | Slovakien    | Tjeckien    |
| 2009  | Tjeckien         | Plzeň         | Kanada     | Slovakien    | Tjeckien    |
| 2011  | Slovakien        | Bratislava    | Slovakien  | Kanada       | Tjeckien    |
| 2013  | Kanada           | St.John's     | Kanada     | Slovakien    | Tjeckien    |

### Medaljligan
| Nr | Nation    | Guld | Silver | Brons | Totalt |
| -- | --------- | ---- | ------ | ----- | ------ |
| 1  | Kanada    | 3    | 1      | 0     | 4      |
| 2  | Slovakien | 1    | 3      | 0     | 4      |
| 3  | Tjeckien  | 0    | 0      | 4     | 4      |